# Novos Clássicos (trilogia)
Novos Clássicos (também conhecida por Os Novos Clássicos Portugueses) é uma trilogia de filmes e minisséries portugueses do género comédia, realizados por Leonel Vieira e Pedro Varela, escritos por Pedro Varela e Tiago Santos e produzidos por Leonel Vieira. A trilogia consiste em O Pátio das Cantigas (2015), O Leão da Estrela (2015) e A Canção de Lisboa (2016). Versões alongadas destes filmes foram editadas em formato minissérie, para serem transmitidos pela RTP.
O nome Novos Clássicos surge por esta obra ser uma refilmagem e adaptação contemporânea de filmes portugueses clássicos da Comédia Portuguesa das décadas de 1930 e 1940. Os filmes adaptados foram O Pátio das Cantigas de 1942 realizado por Ribeirinho, O Leão da Estrela de 1947 realizado por Arthur Duarte e A Canção de Lisboa de 1933 realizado por José Cottinelli Telmo.
Miguel Guilherme é o único ator comum no elenco de todos os filmes. Os atores Aldo Lima, César Mourão, Dânia Neto, Joaquim Nicolau, Manuel Marques e Sara Matos têm participações recorrentes na trilogia.

## Produção
O Pátio das Cantigas e O Leão da Estrela foram realizados por Leonel Vieira (Zona J, A Selva, Arte de Roubar, Um Tiro no Escuro). Pedro Varela (Os Filhos do Rock) realizou A Canção de Lisboa, o último filme da trilogia. Estas versões são remakes dos filmes homónimos da época de ouro do cinema português.
A nova versão de O Pátio das Cantigas contou com as participações especiais dos apresentadores do talk show Há Tarde, Herman José e Vanessa Oliveira e a versão de A Canção de Lisboa com a participação do humorista Nuno Markl.
O presidente do conselho de administração da RTP, Gonçalo Reis, revelou que uma minissérie de cada um dos remakes, seria exibida no canal, após a distribuição nas salas de cinema. Este formato inclui cenas inéditas que foram gravadas, mas não incluídas nos filmes.

## Filmes

### O Pátio das Cantigas
O primeiro filme da trilogia é O Pátio das Cantigas, uma comédia de 2015. Estreou-se nos cinemas em Portugal a 30 de julho, em Angola a 31 de julho, e em Moçambique a 25 de setembro de 2015. Na RTP, a versão minissérie estreou a 25 de dezembro de 2015.
Miguel Guilherme, como Evaristo, Sara Matos, como Amália, César Mourão, como Narciso e Dânia Neto, como Rosa, protagonizam o filme. A história retrata a balconista Rosa e os seus dois pretendentes: Narciso, um guia turístico poliglota e Evaristo, dono da mercearia gourmet.

### O Leão da Estrela
O segundo filme é O Leão da Estrela, uma comédia de 2015. Estreou-se em Portugal a 26 de novembro, e em Angola a 27 de novembro de 2015. Na RTP, a versão minissérie estreou a 8 de maio de 2016.
Miguel Guilherme torna a assumir o papel de protagonista, desta feita como Anastácio. Sara Matos, como Joana, Ana Varela, como Branca e Dânia Neto, como Rosa, também compõem o elenco do filme. A trama gira em torno dos obstáculos na vida de Anastácio, um funcionário público, que o impedem de seguir o jogo dos Leões de Alcochete, o clube do seu bairro.

### A Canção de Lisboa
O terceiro e último filme da trilogia é A Canção de Lisboa, uma comédia de 2016. O filme estreou-se em Portugal a 14 de julho de 2016. Na RTP, a versão minissérie estreou a 29 de dezembro de 2019.
César Mourão no papel de Vasco Leitão, protagoniza o filme. Miguel Guilherme, Luana Martau e Maria Vieira também compõem o elenco. A trama acompanha os azares de Vasco entre provas académicas, relacionamentos amorosos e visitas de familiares a Lisboa.

## Minisséries
Dois dos três filmes foram divididos em três episódios de uma minissérie.
O Pátio das Cantigas viria a estrear na sexta-feira de 25 de dezembro de 2015 a partir das nove horas e quinze minutos da noite. Todos os episódios foram transmitidos na RTP1, nesse mesmo dia. O Leão da Estrela foi transmitido semanalmente ao domingo a partir do dia 8 de maio de 2016. Já A Canção de Lisboa estreou inicialmente na RTP1 no dia 25 de junho de 2017 na versão longa-metragem. Os três episódios da versão minissérie foram transmitidos a 29 de dezembro de 2019. Tal como O Pátio das Cantigas, também todos os episódios da última minissérie foram transmitidos na RTP1 no mesmo dia.
| Temp. | Temp. | Título               | Episódios | Transmissão original   | Transmissão original   | Dia da semana | Rating (média dos episódios) |
| Temp. | Temp. | Título               | Episódios | Primeiro episódio      | Último episódio        | Dia da semana | Rating (média dos episódios) |
| ----- | ----- | -------------------- | --------- | ---------------------- | ---------------------- | ------------- | ---------------------------- |
|       | 1     | O Pátio das Cantigas | 3         | 25 de dezembro de 2015 | 25 de dezembro de 2015 | Sexta-feira   | 9,1%                         |
|       | 2     | O Leão da Estrela    | 3         | 8 de maio de 2016      | 22 de maio de 2016     | Domingo       | 5%                           |
|       | 3     | A Canção de Lisboa   | 3         | 29 de dezembro de 2019 | 29 de dezembro de 2019 | Domingo       | 1%                           |

### O Pátio das Cantigas(2015)
Abaixo, estão listados os episódios de O Pátio das Cantigas, exibidos no dia 25 de dezembro de 2015:
| Título     | Argumento    | Realização    | Transmissão Original   | Rating |  |
| ---------- | ------------ | ------------- | ---------------------- | ------ |  |
| Episódio 1 | Pedro Varela | Leonel Vieira | 25 de dezembro de 2015 | 9,1%   |  |
|            |              |               |                        |        |  |
| Episódio 2 | Pedro Varela | Leonel Vieira | 25 de dezembro de 2015 | 9,1%   |  |
|            |              |               |                        |        |  |
| Episódio 3 | Pedro Varela | Leonel Vieira | 25 de dezembro de 2015 | 9,1%   |  |
|            |              |               |                        |        |  |

### O Leão da Estrela(2016)
Abaixo, estão listados os episódios de O Leão da Estrela, exibidos a partir de 8 de maio de 2016:
| Título     | Argumento    | Realização    | Transmissão Original | Rating |  |
| ---------- | ------------ | ------------- | -------------------- | ------ |  |
| Episódio 1 | Tiago Santos | Leonel Vieira | 8 de maio de 2016    | 5,4%   |  |
|            |              |               |                      |        |  |
| Episódio 2 | Tiago Santos | Leonel Vieira | 15 de maio de 2016   | 5,7%   |  |
|            |              |               |                      |        |  |
| Episódio 3 | Tiago Santos | Leonel Vieira | 22 de maio de 2016   | 3,9%   |  |
|            |              |               |                      |        |  |

### A Canção de Lisboa(2019)
Abaixo, estão listados os episódios de A Canção de Lisboa, exibidos no dia 29 de dezembro de 2019:
| Título     | Argumento    | Realização   | Transmissão Original   | Rating |  |
| ---------- | ------------ | ------------ | ---------------------- | ------ |  |
| Episódio 1 | Pedro Varela | Pedro Varela | 29 de dezembro de 2019 | 2,2%   |  |
|            |              |              |                        |        |  |
| Episódio 2 | Pedro Varela | Pedro Varela | 29 de dezembro de 2019 | 1,0%   |  |
|            |              |              |                        |        |  |
| Episódio 3 | Pedro Varela | Pedro Varela | 29 de dezembro de 2019 | 1,0%   |  |
|            |              |              |                        |        |  |

## Elenco recorrente
| Ator             | Personagem           | Personagem        | Personagem         |
| Ator             | O Pátio das Cantigas | O Leão da Estrela | A Canção de Lisboa |
| ---------------- | -------------------- | ----------------- | ------------------ |
| Miguel Guilherme | Evaristo             | Anastácio         | José Caetano       |
| Aldo Lima        | João Magrinho        | Miguel            |                    |
| César Mourão     | Narciso              |                   | Vasco Leitão       |
| Dânia Neto       | Rosa                 | Rosa              |                    |
| Joaquim Nicolau  | Inspetor Machado     | GNR               |                    |
| Manuel Marques   | Rufino               | Filipinho         |                    |
| Sara Matos       | Amália               | Joana             |                    |

## Equipa técnica
| Função        | Filme / Minissérie    | Filme / Minissérie    | Filme / Minissérie    |
| Função        | O Pátio das Cantigas  | O Leão da Estrela     | A Canção de Lisboa    |
| ------------- | --------------------- | --------------------- | --------------------- |
| Realizador    | Leonel Vieira         | Leonel Vieira         | Pedro Varela          |
| Produtor      | Leonel Vieira         | Leonel Vieira         | Leonel Vieira         |
| Guionista     | Pedro Varela          | Tiago Santos          | Pedro Varela          |
| Compositor    | Nuno Malo             | Nuno Malo             | Nuno Malo             |
| Cinematógrafo | José António Loureiro | José António Loureiro | José António Loureiro |
| Editor        | Pedro Ribeiro         | Pedro Ribeiro         | Luca Alverdi          |

## Receção

### Receita
| Filme                | Lançamento             | Receita        | Receita            | Ref(s) |
| Filme                | Lançamento             | Portugal       | Outros territórios | Ref(s) |
| -------------------- | ---------------------- | -------------- | ------------------ | ------ |
| O Pátio das Cantigas | 30 de julho de 2015    | 3 098 343,97 € | -                  | [ 30 ] |
| O Leão da Estrela    | 26 de novembro de 2015 | 508 113,07 €   | -                  | [ 30 ] |
| A Canção de Lisboa   | 14 de julho de 2016    | 943 563,40 €   | -                  | [ 31 ] |

### Audiências
A longa-metragem O Pátio das Cantigas foi a produção nacional mais vista com 607 628 espetadores, superando a do filme O Crime do Padre Amaro que em 2005, teve 380 671 espetadores e uma receita bruta de 1 643 842,88 euros.
A transmissão na RTP1 da minissérie de O Pátio das Cantigas encontrou uma alta audiência. Os três episódios foram o oitavo programa mais visto do dia, com 9,1% de rating, 21,0% share e 864 500 espetadores.

### Crítica
| Filme                | Público |
| -------------------- | ------- |
| O Pátio das Cantigas | [ 36 ]  |
| O Leão da Estrela    | [ 37 ]  |
| A Canção de Lisboa   | [ 38 ]  |